# 杏仁咪嚕
杏仁咪嚕（日语：／ Annin Miru */?），是一名台灣個人勢虛擬YouTuber，其頻道以遊戲實況、翻唱及雜談為主。曾與Yahoo TV合作且擁有自己的節目《咪嚕咪嚕杏期四》。

## 角色設定
杏仁咪嚕的角色形象由日本繪師SANOじ設計。自稱6歲，臺日混血兒，精通中文、日文、英文，領養一隻流浪貓「風太（ふうた）」，粉絲名為「杏眾」。

## 經歷
2018年11月29日加入YouTube，創立頻道「Annin Miru Channel」。在創立初期，頻道上的影片內容大多為翻唱或少量遊戲片段；同年12月26日，頻道發布第一部影片。同年12月29日首次在YouTube直播，之後則轉以遊戲實況、翻唱及直播為主。

### 2019年
- 12月7日，首次出現在台灣YouTuber阿神的Minecraft遊戲影片中[9]。
- 12月26日，正式加入Yahoo TV[註 1][4]。並首次以3D形象進行活動。
- 12月27日，在bilibili平台開設個人頻道[10]。並於隔年1月12日首次在該平台進行直播[11]。

### 2020年
- 2月19日，YouTube頻道突破10萬人訂閱。
- 7月17日，開設Instagram帳號，以發佈日常生活照片[12]。
- 9月26日，與虎妮在國立臺灣美術館展出[13]。

### 2021年
- 7月1日，「咪嚕咪嚕杏期四」節目直播最後一天。
- 8月22日，在與96貓和神田笑一結束Vtuber最協決定戰後，參加後夜祭，與彩虹社奈羅花和Hololive 0期生蘿蔔子同隊[14]。

### 2022年
- 1月2日，宣布與Yahoo TV解除合作關係，退出Yahoo虛擬網紅家族[15]。
- 12月31日，在「VTuber國際紅白歌合戰2022」與懶貓子一同擔任司儀。[16]

### 2023年
- 2月，與兔姬及台灣角川合作，推出輕小說《百合撩亂★兔姬臨杏》[17]。
- 10月，與露恰露恰及涅默一同參與《夢境V派對》演唱會[18][19][20]。
- 12月26日，舉辦五週年演唱會《Back To A Beginner's Spirit》。[21][22]
- 12月31日，在「VTuber國際紅白歌合戰2023」與懶貓子一同擔任司儀。[23]

### 2024年
- 9月，公布與BEATDAY合作，推出共五集3D全視角LIVE SHOW。[24]
- 12月26日，於空軍三重一村舉辦杏仁咪嚕出道6週年紀念活動【杏仁ミル祭り！】，採辦桌形式舉行。[25]

### 2025年
- 2月,咪嚕在BEATDAY舉辦 杏仁宮燈節聯歡晚會與演唱會，燈節大街開放時間：2/12（三）~2/28（五）,演唱會時間：2/22（六）、2/23（日）20:00

## 合作企劃
- 2020年2月，《實況主百萬挑戰》（杏仁咪嚕）[3]
- 2020年10月，《RURIIRO DAYS～Heavenly Blue～》（杏仁ミル）[26]

- 2021年6月，在《神姬裁決》內連動合作並出咪嚕角色變身卡

- 2022年3月，在成人遊戲《天下布魔》連動合作並出-貓娘vtuber 杏仁咪嚕。

- 2023年6月，在手機遊戲《純白和弦 （页面存档备份，存于）》連動合作並出角色-杏仁ミル‧量產型、杏仁ミル‧地雷系[27]及主題曲[28]。
- 由台灣YouTuber大家好我是奶哥所舉辦的伺服器活動企劃「OHO（Only High Objectives）」中，邀請杏仁咪嚕、橘攸奈、真理果等多位遊戲YouTuber和VTuber在2025年7月14日至31日參加大型遊戲《腐蝕Rust》「天堂島」企劃進行生存挑戰。[29][30]

## 註解
1. ↑  當時和Yahoo TV為合作關係，因此依舊屬於個人勢。

## 外部連結
- 杏仁咪嚕的Instagram帳戶（繁體中文）
- 杏仁Miru搬运的哔哩哔哩个人空间（简体中文）
- 杏仁咪嚕的YahooTV頻道 （繁體中文）（页面存档备份，存于）